# Segovia (pokrajina)
Segovia je španjolska provincija na sjeveru zemlje, u središnjem dijelu autonomne zajednice Kastilje i Leóna.
U pokrajini živi 159.303 stanovnika (1. siječnja 2014.), a prostire se na 6.920,65 km². Glavni grad pokrajine je Segovia.